# Подлес
По́длес (болг. Подлес) — село в Силістринській області Болгарії. Входить до складу общини Главиниця.

## Населення
За даними перепису населення 2011 року у селі проживали 155 осіб.
Національний склад населення села:
| Національність   | Кількість осіб | Відсоток |
| ---------------- | -------------- | -------- |
| болгари          | 147            | 94,8%    |
| турки            | 3              | 1,9%     |
| не визначились   | 4              | 2,6%     |
| Всього відповіли | 155            |          |

Розподіл населення за віком у 2011 році:
Динаміка населення: